# Julien Bellver
Pour les articles homonymes, voir Bellver.
Julien Bellver, né le 9 avril 1982 à Béziers, est un journaliste et chroniqueur français, spécialisé dans l'actualité des médias.

## Biographie
Né d'un père employé à EDF et d'une mère secrétaire, Julien Bellver passe son enfance à Vendres dans l'Hérault ; il a une sœur.
Après son baccalauréat, il sort diplômé d'une école de commerce. Ensuite, il suit des cours en alternance à l'institut pratique du journalisme de Paris.
En 2004, il commence à travailler pour Oracom, un groupe de presse spécialisé dans les hautes technologies. Il en est nommé rédacteur en chef, avant de quitter ce poste en 2007. Parallèlement, il fait des piges pour imedias.biz, et les chaînes RTL, TPS Star et i>Télé. À partir de 2007, il devient journaliste, puis rédacteur en chef de PureMédias, ainsi qu'actionnaire du site. Il quitte ce dernier en juillet 2017.
Entre 2008 et 2010, il est journaliste médias dans L'Édition spéciale de Canal+.
De septembre 2014 à juin 2016, il est chroniqueur de l'émission Médias, le mag de Thomas Hugues diffusée sur France 5. À la rentrée 2016, il rejoint C l'hebdo d'Anne-Élisabeth Lemoine diffusé chaque samedi sur France 5 ainsi que Les Dessous de l'écran sur RTL. À partir de septembre 2017, il est l'un des nouveaux chroniqueurs de Yann Barthès dans Quotidien sur TMC.
En mars 2024, le président de la commission d’enquête dans l’attribution des fréquences de la TNT annonce que Yann Barthès, Julien Bellver et la société de production Bangumi seront entendus par l’Assemblée nationale. L’animateur et le chroniqueur sont accusés par le Rassemblement national de ne pas respecter le pluralisme politique dans la proportion des personnalités invitées,.

## Vie privée
Le journaliste fait son coming-out le 2 août 2021 en publiant une photo de lui et son compagnon sur les réseaux sociaux.